# Andrew Stewart junior
Andrew Stewart (* 6. April 1836 in Uniontown, Pennsylvania; † 9. November 1903 in Stewarton, Penns.) war ein US-amerikanischer Politiker der Republikanischen Partei. Von März 1891 bis Februar 1892 war er Mitglied des Repräsentantenhauses der Vereinigten Staaten.
Zuvor war sein Vater Andrew Stewart senior ebenfalls Kongressmitglied.